# Baleària-Eco-Serie
Die Eco-Serie bezeichnet eine Serie von Schnellfähren der spanischen Reederei Baleària Eurolineas Marítimas. Die als Katamaran ausgelegten Fähren verkehren zwischen den Baleareninseln Ibiza und Formentera.

## Geschichte
Die Schiffe wurden auf der spanischen Werft Astilleros Gondán gebaut. Das Typschiff wurde im Dezember 2017 abgeliefert, die weiteren drei Einheiten folgten bis Juni 2018.
Der Schiffstyp wurde von Insenaval in Zusammenarbeit mit Oliver Design entworfen. Die Eco Aqua wurde 2017 in einer öffentlichen Abstimmung auf der Website des spanischen Verbands der Schiffsingenieure (Asociación de Ingenieros Navales y Oceánicos de España) zum herausragendsten Neubau einer spanischen Werft gewählt.

## Beschreibung
Die Schiffe werden von zwei Caterpillar-Dieselmotoren des Typs C32 mit jeweils 1081 kW Leistung angetrieben. Die Motoren wirken auf zwei Festpropeller. Die Schiffe sind in den beiden Rümpfen mit jeweils einem mit 22 kW Leistung angetriebenen Bugstrahlruder mit Festpropeller ausgestattet. Auf dem Oberdeck sind Solarmodule installiert, die bis zu 8 kW Leistung für den Bordbetrieb liefern.
Die Schiffe sind aus glasfaserverstärktem Kunststoff gebaut. Die Rumpfform mit „Wave-piercing“-Bug soll die Seegangseigenschaften der Fähren verbessern und so für eine ruhigere Fahrt auch bei schlechtem Wetter und entsprechendem Seegang sorgen. Auf die beiden Katamaranrümpfe sind drei Decks aufgesetzt. Auf zwei der Decks befinden sich die Einrichtungen für die Passagiere, das dritte Deck ist die Brücke, die sich im vorderen Bereich befindet.
Die Passagierkapazität beträgt 350 Personen. Für 270 Personen stehen Sitzplätze in den Innenlounges zur Verfügung, für weitere 80 Personen gibt es Sitzplätze auf dem offenen Oberdeck.
Die Schiffe können zu 450 Seemeilen zurücklegen.

## Schiffe
| Eco-Serie | Eco-Serie  | Eco-Serie                        |
| Bauname   | IMO-Nummer | Kiellegung Ablieferung           |
| --------- | ---------- | -------------------------------- |
| Eco Aqua  | 9842774    | 10. April 2017 12. Dezember 2017 |
| Eco Lux   | 9844239    | 10. Juli 2017 23. Februar 2018   |
| Eco Terra | 9855288    | 16. November 2017 4. Juni 2018   |
| Eco Aire  | 9858591    | 15. Februar 2018 20. Juni 2018   |

Die Schiffe fahren unter spanischer Flagge, Heimathafen ist Santa Cruz de Tenerife.